# Curubis erratica
Curubis erratica là một loài nhện trong họ Salticidae.
Loài này thuộc chi Curubis. Curubis erratica được Eugène Simon miêu tả năm 1902.